# Stanberry (Misuri)
Stanberry es una ciudad ubicada en el condado de Gentry en el estado estadounidense de Misuri. En el Censo de 2010 tenía una población de 1185 habitantes y una densidad poblacional de 326,11 personas por km².

## Geografía
Stanberry se encuentra ubicada en las coordenadas 40°13′00″N 94°32′17″O / 40.21667, -94.53806. Según la Oficina del Censo de los Estados Unidos, Stanberry tiene una superficie total de 3.63 km², de la cual 3.63 km² corresponden a tierra firme y (0%) 0 km² es agua.

## Demografía
Según el censo de 2010, había 1185 personas residiendo en Stanberry. La densidad de población era de 326,11 hab./km². De los 1185 habitantes, Stanberry estaba compuesto por el 99.07% blancos, el 0.17% eran afroamericanos, el 0.17% eran amerindios, el 0% eran asiáticos, el 0% eran isleños del Pacífico, el 0.17% eran de otras razas y el 0.42% pertenecían a dos o más razas. Del total de la población el 0.93% eran hispanos o latinos de cualquier raza.